# DJ Marlboro
DJ Marlboro, pseudonimo di Fernando Luiz (...), è un disc jockey brasiliano.

Viene riconosciuto per essere stato il primo e più famoso esponente del funk carioca: stile che inventò lungo la fine degli anni settanta. Tuttavia, la stilistica venne inaugurata soltanto verso la fine degli anni ottanta, con il suo album Funk Brasil (1989). Ha affermato che il suo artista di riferimento è Afrika Bambaataa:
 È stato piazzato all'ultimo posto della classifica dei cento migliori artisti brasiliani dalla rivista Rolling Stone.